# Corrent Nord Equatorial de l'Atlàntic
El Corrent Nord Equatorial de l'Atlàntic està inclòs en una estructura de quatre corrents superficials, dos al nord i dos al sud de la línia equatorial, comú als tres grans oceans.

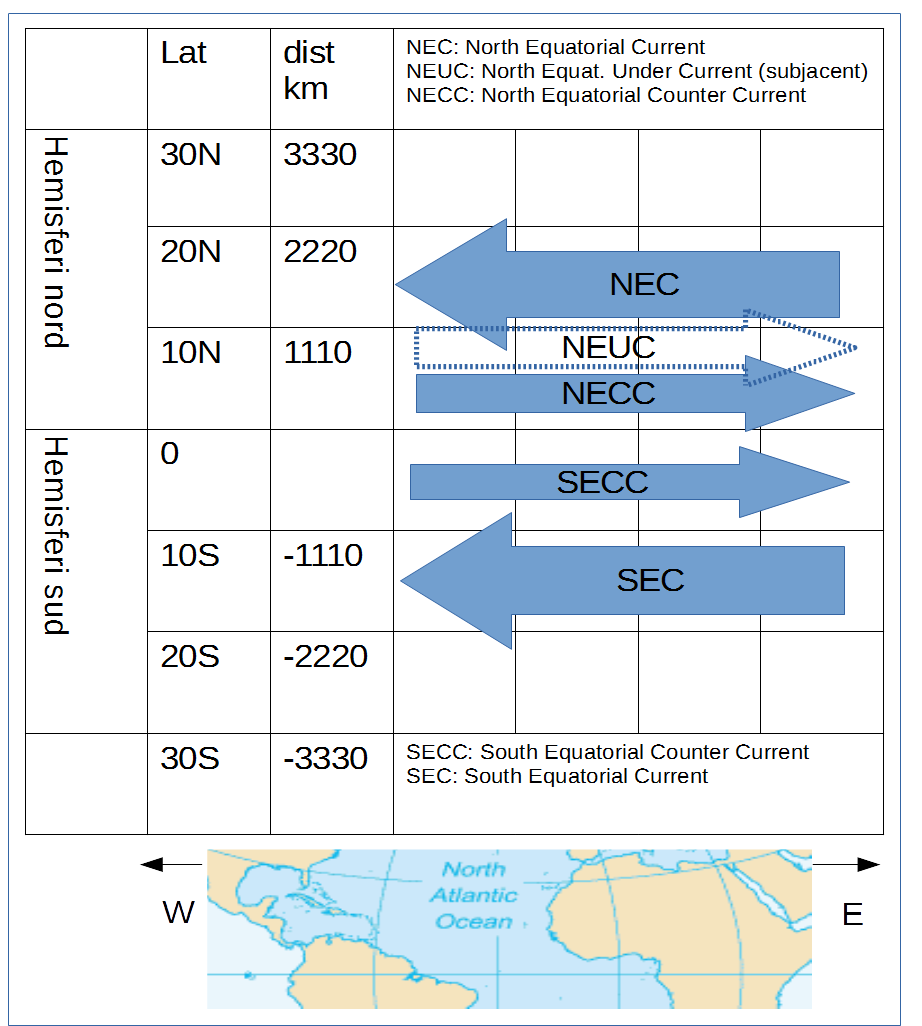
Sistema de corrents equatorials. NEC: Corrent Nord Equatorial. NECC: Contra-Corrent Equatorial del Nord.

En el cas de l'Atlàntic, el NEC (acrònim de l'anglès North Equatorial Current) es forma a prop del límit oriental de l'oceà, com a part del gir oceànic de l'hemisferi nord. El Corrent d'aigua fresca de les Canàries que per la costa de Mauritània i la República del Sàhara circula a uns 250 km de terra, s'endinsa en arribar al Cap Blanc (≈20 °N) per alimentar el Corrent Nord Equatorial de l'Atlàntic. Una part del cabal inicial del NEC pot ser aportat pel Corrent de Guinea, que té un comportament de contracorrent equatorial (NECC) amb retroflexió cap al nor-oest. Hi ha mecanismes poc coneguts d'intercanvi d'aigua entre els corrents NEC i SEC (Corrent Sud Equatorial) que involucren els contracorrents NECC (Contra Corrent Equatorial del Nord) i SECC (Contra CorrentEquatorial del Sud), no sempre de trajectòria lineal i de vegades amb bucles i girs que faciliten aquests transvasaments.
El corrent NEC té una amplària d'uns mil quilòmetres. La profunditat típica d'aquests corrents dirigits cap a l'oest i impulsats per vents permanents és de vora 500 metres.
Quan les aigües del Corrent Nord Equatorial de l'Atlàntic arriben per l'oest a les proximitats de l'arxipèlag de les Antilles giren cap al nord progressivament, fent un arc paral·lel a les illes Antilles i les Bahames, de forma paral·lela al Corrent de les Antilles. Cal tenir en compte que el Corrent de les Antilles rep aigua del Corrent Nord Equatorial de l'Atlàntic. Tots dos corrents, Antilles i NEC formen la part occidental de Gir Oceànic de l'Atlàntic del Nord, que continua amb el Corrent del Golf i el Corrent Nord Atlàntic.